# Serina hidroximetiltransferase

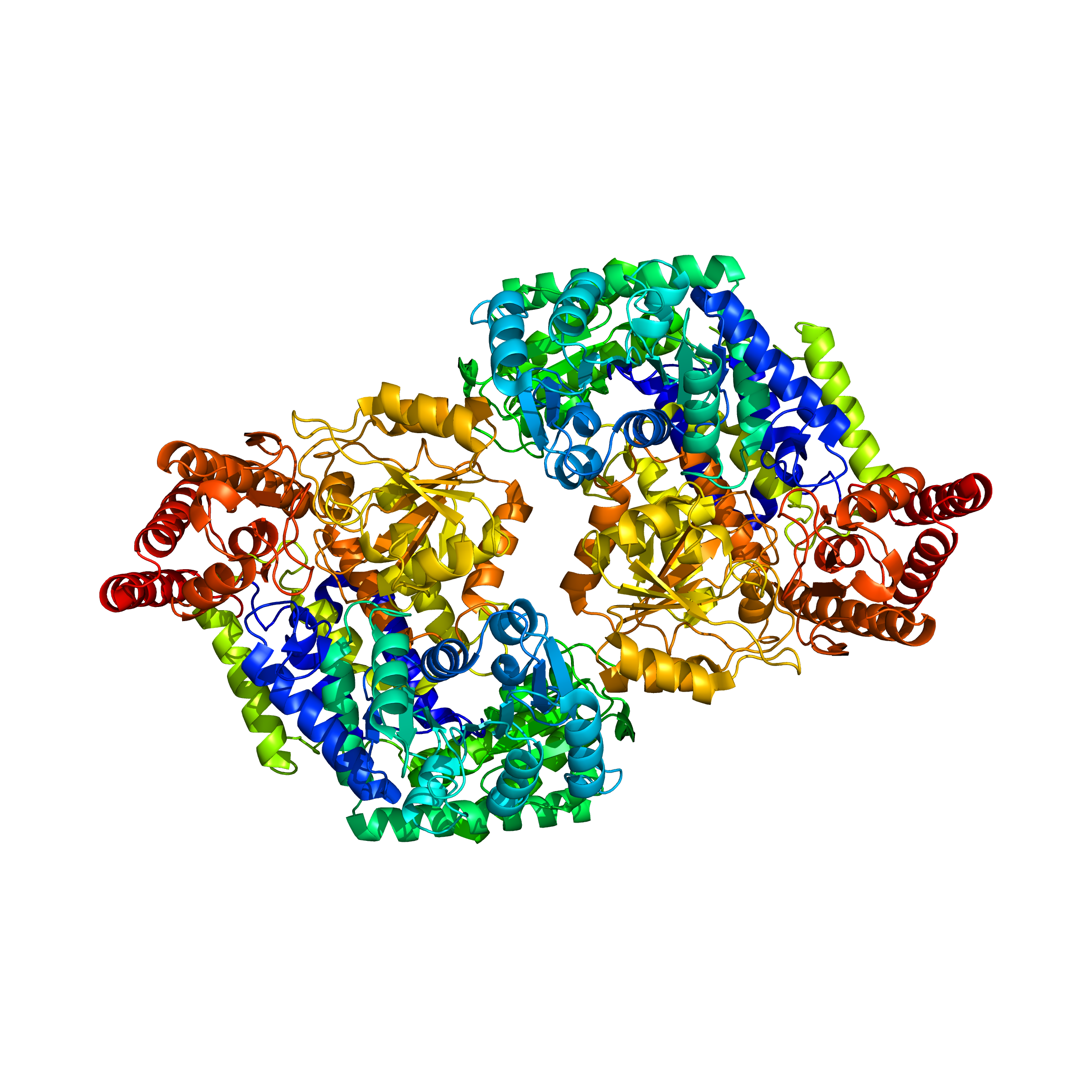
Estrutura cristalina processada por PyMol de serina hidroximetiltransferase

Serina hidroximetiltransferase (SHMT) é uma enzima piridoxal fosfato (PLP) dependente de (Vitamina B6) (EC 2.1.2.1) que desempenha um papel importante nas vias celulares de um carbono, catalisando as conversões reversíveis e simultâneas de L-serina a glicina e tetraidrofolato (THF) a 5,10-Metilenotetraidrofolato (5,10-CH2-THF).  Esta reação fornece a maior parte das unidades de um carbono disponíveis para a célula.

## Estrutura
A estrutura do SHMT monômero é semelhante entre procariontes e eucariotos, mas enquanto a enzima ativa é um dímero em procariontes, a enzima existe como um tetrâmero em células eucarióticas, embora a base evolutiva para essa diferença na estrutura seja desconhecida.  No entanto, o caminho evolutivo seguido por SHMT indo da forma dimérica procariótica para a forma tetramérica eucariótica pode ser facilmente visto como uma espécie de evento de duplicação. Em outras palavras, o tetrâmero SHMT eucariótico se assemelha a dois dímeros procarióticos que se empacotaram, formando o que foi descrito como um “dímero de dímeros”.  Descobriu-se que a interação entre dois monômeros dentro de uma subunidade de dímero ocorre em uma área de contato maior e, portanto, é muito mais estreita do que a interação entre os dois dímeros. Serina hidroximetiltransferase humana 2 (SHMT2) regula as reações de transferência de um carbono necessárias para o metabolismo de aminoácidos e nucleotídeos, e a troca regulada entre as formas diméricas e tetraméricas de SHMT2, a qual é induzida por piridoxal fosfato, tem recentemente sido mostrado estar envolvido na regulação do complexo deubiqutilase BRISC , ligando o metabolismo à inflamação.  O dímero SHMT2, mas não o tetrâmero ligado a PLP, é um potente inibidor do complexo BRISC multimérico, revelando um mecanismo potencial para a regulação SHMT2 da inflamação
Um único monômero SHMT pode ser subdividido em três domínios: um “braço” N-terminal, um domínio “grande” e um domínio “pequeno”.  O braço N-terminal parece manter a interação estreita entre dois monômeros.  O braço, constituído por duas alfa-hélices e uma folha-beta, envolve o outro monômero quando na forma oligomérica.  O domínio “grande” contém o sítio de ligação de PLP, como visto em outras proteínas dependentes de PLP, como aspartato aminotransferase.  O domínio grande na forma eucariótica também contém uma histidina que é essencial para a estabilidade do tetrâmero.  Todas as quatro histidinas desses resíduos, uma de cada monômero, ficam no centro do complexo tetramérico, onde duas histidinas de uma subunidade dimérica se engajam em interações de empilhamento com as histidinas da outra subunidade.  A SHMT procariótica tem um resíduo de prolina em vez de histidina na posição equivalente, o que explicaria em parte por que a SHMT procariótica não forma tetrâmeros.
A estrutura do sítio ativo é altamente conservada nas formas eucarióticas e procarióticas. O PLP é ancorado por meio de uma lisina, que forma uma ligação de base de Schiff aldimina com o aldeído do PLP.  Foi hipotetizado que uma tirosina próxima funciona como doador e aceptor de prótons durante a etapa de transadiminação, bem como a etapa de transferência de formil e que um resíduo de arginina envolve a cadeia lateral da tirosina em uma interação cátion-π, o que ajuda a diminuir o pKa da tirosina, diminuindo a barreira para a transferência de prótons.

## Mecanismo
O mecanismo comumente atribuído à atividade enzimática de SHMT é uma transamidação seguida por uma clivagem da cadeia lateral de aminoácidos da cadeia principal.  A amina N-terminal da serina faz um ataque nucleofílico na aldimina entre a lisina SHMT (Aldimina Interna) e o aldeído PLP para formar uma gem-diamina, e então a amina N-terminal par solitário desce para deslocar a lisina, formando uma nova aldimina, desta vez com a serina (Aldimina Externa).  Acredita-se que uma tirosina próxima seja responsável por grande parte das transferências de prótons que ocorrem durante a transaldiminação.